# Депутатське звернення
Депутатське звернення — викладена в письмовій формі пропозиція депутата, звернена до органів державної влади та органів місцевого самоврядування, їх посадових осіб, керівників підприємств, установ і організацій, об'єднань громадян здійснити певні дії, дати офіційне роз'яснення чи викласти позицію з питань, віднесених до їх компетенції.
Орган державної влади, орган місцевого самоврядування, їх посадові особи, керівники підприємств, установ і організацій, об'єднань громадян, яким адресовано депутатське звернення, зобов'язані протягом 10 днів з моменту його одержання розглянути і дати письмову відповідь. У разі неможливості розгляду звернення народного депутата у визначений строк його повідомляють про це офіційним листом з викладенням причин продовження строку розгляду. Строк розгляду депутатського звернення, з урахуванням продовження, не може перевищувати 30 днів з моменту його одержання.